# Station Bearsted
Bearsted is een spoorwegstation in Engeland. 